# Рудник Гранні-Сміт
Рудник Гранні-Сміт – гірничодобувний майданчик на заході Австралії. 
Золоторудне родовище Гранні-Сміт виявили в 1979 році та ввели в розробку у 1989-му. Робота велась за допомогою кар’єру Гранні-Сміт, крім того, паралельно розвивали кар’єри на покладах Гоанна та Віндіч (Windich). В 1993 – 1994 роках також відпрацювали поклади Чайлд-Гарольд та Фенікс, звідки отримала 1,6 тонни золота, а в 2000 – 2002 роках видобули 5,1 тонни золота з покладу Джубілі. Крім того, в 1997-му провели кампанію з вилучення золота із покладу Санрайз-Дам-Клео (за два з половиною десятки кілометрів на південь від Гранні-Сіміт), що був завершенням великого родовища Санрайз-Дам, яке заходило на ліцензійну ділянку власника Гранні-Сіміт. Відносно масштабів діяльності в цей період можливо відзначити, що за 1996 – 2000 роки сукупно видобули 69,3 тонни золота (із піком у 1998-му на рівні у 18,8 тонни). 
Подальший розвиток рудник був пов’язаний з розробкою родовища Валлабі, яке знаходиться за десяток кілометрів на південний захід від базового майданчику Гранні-Сміт. В 2001 – 2006 роках Валлабі відпрацьовували за допомогою кар’єру, що дозволив вилучити 13,6 тонн руди та отримати 47 тонн золота. З 2005-го на Валлабі узялись за підземний видобуток, який станом на 2018 рік дав 15,6 млн тонн руди та 89 тонн золота. Підземний рудник має транспортний ухил з порталом в кар’єрі Валлабі, а його проектна глибина становить 1,2 кілометра. 
Станом на кінець 2018 року залишкові запаси для підземного видобутку оцінювались у 12,6 млн тонн руди та 69,6 тонн золота, всього ж разом з ресурсами категорій виміряні та показані копальня могла розраховувати на 27,8 млн тонн руди (з них 24,5 млн тонн на Валлабі) та біля 160 тонн золота. За 2019 – 2023 роки рудник видав біля 43 тонн золота.
Видобута руда проходить через належну до копальні фабрику з вилучення золота, яка після численних модернізацій може прйимати 3 млн тонн руди на рік. Також зазначена фабрика наприкінці 2000-х – на початку 2010-х років могла переробляти продукцію рудників Барнікоут, Крейгімор, Мері-Мак, Аполло, Бертвіль та Маунт-Морган. 
Енергетичні потреби проєкту покриваються з використанням природного газу, який подали по трубопроводу Yamarna Gas Pipeline. 
Проект започаткували компанії Placer Pacific та Delta Gold NL, що мали у ньому 60% та 40% участі відповідно. Перша в 1997-му була поглинута канадською компанією Placer Dome, тоді як друга з 2002 року стала Auriongold Ltd, а вже у 2003-му перейшла під контроль Placer Dome, що, таким чином, стала одноосібним власником рудника. В 2003-му Placer Dome була придбана іншою канадською компанією Barrick Gold. В 2013-му рудник придбала південноафриканська Gold Fields.